# 呉錫柱
呉 錫柱（オ・ソクチュ、朝鮮語: 오석주/吳錫柱、1888年12月1日または12月11日 - 1952年6月1日）は、日本統治時代の朝鮮の独立運動家、牧師、大韓民国の政治家。制憲韓国国会議員。
本貫は同福呉氏梅庵公派。姉妹の夫に牧師の黄保翼（元国会議員の黄斗淵の兄）がおり、元国会議員の黄聖秀は甥である。創氏改名時に使用した名は呉山 錫柱（読み不明）。

## 経歴
全羅南道高興郡錦山面出身。平壌神学校卒。地方の高興教会で牧師として活動した後、東亜日報・大韓日報・京郷新聞社高興支局長、高興郡神学校評議員、高興郡27か所教会地方会長、大韓独立促成国民会高興郡支部長、韓国民族代表者大会代議員、高興郡キリスト教徒連盟委員長、全羅南道顧問などを務めた。
1952年に死去。享年63（数え年は65）。

### 独立運動
己未独立運動期間の1919年4月14日、朝鮮独立高興団という名義の独立宣言書を高興郡庁、光州地方裁判所順天支庁、順天憲兵分隊などに匿名で送ったことにより保安法違反で懲役6ヶ月の刑を宣告された。1938年に高興郡の五泉教会と官里中央教会において「主以外の神を礼拝することは教理に反するため、神社参拝をしてはいけない」という旨の説教を行ったことにより逮捕され、1942年9月30日に保安法および陸海軍刑法違反により懲役10ヶ月、また同日に治安維持法違反で懲役1年6ヶ月の刑を宣告された。
1995年に建国勲章愛族章が追叙された。